# Bologna Borgo Panigale
Bologna Borgo Panigale – stacja kolejowa w Bolonii, w regionie Emilia-Romania, we Włoszech. Znajdują się tu 2 perony.